# Корысть (уголовное право)
Коры́сть — один из возможных мотивов преступления в уголовном праве, характеризующийся стремлением извлечь материальную или иную выгоду имущественного характера либо намерением избавиться от материальных затрат.

## Мотивы
В криминологической литературе, говоря о мотивации личности корыстного преступника, выделяют, прежде всего, следующие виды корыстных мотивов:
- дефектность экономической психологии;
- дефектность трудовой психологии;
- деформация досугово-бытовых потребностей;
- социально-экономический мотив;
- антисоциальный мотив.

Причиной совершения корыстного преступления часто выступает слабая материальная обеспеченность.

## Россия
В России корысть относится к обязательным (подмена голосов на выборах, умышленно-ложная реклама) или квалифицирующим признакам некоторых составов преступлений (убийство, насилие). Ранее в УК РСФСР корыстные побуждения относились к числу обстоятельств, отягчающих ответственность.